# Ichikawa Tomoya
Tomoya Ichikawa (sinh ngày 12 tháng 12 năm 1976) là một cầu thủ bóng đá người Nhật Bản.

## Sự nghiệp câu lạc bộ
Tomoya Ichikawa đã từng chơi cho Kashima Antlers.